# Codex Tischendorfianus III
De Codex Tischendorfianus III (Gregory-Aland no. Λ of 039, von Soden ε 077) is een van de Bijbelse handschriften. Het dateert uit de 9e eeuw en is geschreven met hoofdletters (uncialen) op perkament.

## Beschrijving
Het bevat de tekst van de Evangelie volgens Lucas en Evangelie volgens Johannes. De gehele Codex Tischendorfianus III bestaat uit 157 bladen (30 x 23 cm). De tekst is geschreven in twee kolomnen per pagina, 23 regels per pagina. Het bevat κεφαλαια, τιτλοι, sectienummers van Ammonius, de canons van Eusebius, en markeringen voor het gebruik als lectionarium.
De Codex Tischendorfianus III geeft de Byzantijnse tekst weer. Kurt Aland plaatste de codex in Categorie V.

## Geschiedenis
Een deel van de codex is ingesteld door Tischendorf uit de oostelijke klooster in 1853.
Het handschrift bevindt zich in de Bodleian Library (Auctarium T. Nr 1.1) van de Universiteit van Oxford.